# William Fox
William Fox (1 de janeiro de 1879 - Nova York, 8 de maio de 1952) foi executivo húngaro naturalizado americano, pioneiro da indústria cinematográfica, tendo fundado a Fox Film Corporation em 1915 e a cadeia de teatros Fox na costa oeste americana na década de 1920. Embora Fox tenha vendido sua participação acionária destas empresas em 1936, devido a um processo de liquidação por falência, ainda empresta seu nome a empresas como a FOX Broadcasting Company e a Fox Corporation.

## Biografia

### Infância
Nascido Wilhelm Fuchs, no seio de uma família judaica em Tolcsva, Hungria, então parte do Império Áustro-Húngaro, migrou para a América com a idade de 9 meses, quando seu nome foi alterado para a forma inglesa William Fox. Desempenhou várias atividades relacionadas com o cinema e teatro a partir dos 8 anos de idade. Em 1900, fundou sua própria companhia, que ele vendeu em 1904 para comprar o seu primeiro Nickelodeon. Em 1915, ele fundou a Fox Film Corporation.

### Carreira
Em 1925-26, Fox comprou as patentes para os aparelhos de Freeman Harrison Owens, as patentes americanas para o Tri-Ergon, sistema inventado por três alemães, e as patentes do processo de Theodore para criar o sistema de sonorização de filmes Fox Movietone som-on-film, lançado em 1927. Tal sistema, assim como o Movietone RCA Photophone tornou-se padrão para o emergente cinema falado da época, e os concorrentes que até então detinham estas tecnologias, tais como a Warner Bros' s Vitaphone, cairam em desuso.
Em 1927, Falece Marcus Loew, chefe do estúdio rival MGM, a cujo controle acionário passou a ser exercido por seu sócio de longa época, Nicholas Schenck. Fox viu uma oportunidade de expandir seu império e, em 1929, com o parecer favorável de Schenck, comprou a  parte acionária da MGM pertencente aos herdeiros de Loew. No entanto, os executivos do  estúdio MGM Louis B. Mayer e Irving Thalberg estavam indignados. Apesar dos cargos importantes que exerciam dentro da MGM, eles não eram sócios. Mayer utilizou-se de influências políticas que mantinha em particular para convencer o Ministério da Justiça para processar Fox por violação da legislação anti-truste federal. Durante esse tempo, no Verão de 1929, Fox foi gravemente ferido em um acidente automobilístico. Até o momento em que ele recuperou-se, o mercado acionário quebrou no outono de 1929, aniquilando praticanente suas participações financeiras, que terminou em qualquer hipótese da fusão MGM-Fox fusão ser concretizada, mesmo que o Ministério da Justiça tivesse dado a sua bênção.
Fox perdeu o controle da Fox Film Corporation em 1930 durante uma situação hostil. Uma combinação da crise econômica de 1929, que afetou todo o mercado acionário (Wall Street crash), com Fox recuperando-se dos ferimentos de um acidente de carro, no Verão de 1929, e o governo, através de uma ação anti-truste obrigou-o a um prolongado período de sete anos de luta nos tribunais para evitar a liquidação de suas empresas por falência. Em uma de suas audiências em 1936, Fox tentou subornar o juiz John Warren Davis e cometeu falso testemunho. Ele foi condenado a seis meses de prisão. Após cumprir a sua pena, Fox aposentou-se da carreira de produção de filmes, falecendo em 1952 com a idade de 73 anos. Os principais produtores de Hollywood vieram ao seu funeral.
Em 1935, a Fox Film Corporation, na gestão do novo presidente Sidney Kent, fundiu-se com a 20th Century. O consórcio  20th Century-Fox foi fundido em si mesmo como News Corporation, em 1985. A News Corporation, empresa-mãe do grupo 20th Century Fox Corporate continua a produzir e distribuir filmes, tendo sendo fundada a FOX Network, voltada para as demais áreas de entretenimento.
Os Teatros Fox, existentes em muitas cidades (incluindo Atlanta e San Diego), foram construídas por William Fox.